# Serhii Myakushko
Serhiy Volodymyrovych Myakushko (Kiev, Ucrania, 15 de abril de 1993) es un futbolista ucraniano que juega en la demarcación de centrocampista en el Vorskla Poltava de la Liga Premier de Ucrania.

## Trayectoria
Formado en las categorías inferiores del Obolon Kiev, con el que llegó a debutar con el primer equipo, en 2013 él se incorporó al Dynamo Kiev para jugar en su filial y más tarde, ser cedido durante varias temporadas a equipos como el Hoverla Uzhhorod y Vorskla Poltava. En la temporada 2015-2016, tras volver al Dynamo Kiev, ganó la Liga Premier de Ucrania.
Militó durante dos campañas en el Karpaty de la Primera División de Ucrania, durante las temporadas 2017-18 y 2018-19, en las que disputó 56 partidos de la Liga Premier de Ucrania, anotando 13 goles. 
En julio de 2019 se convirtió en nuevo fichaje de la A. D. Alcorcón para la temporada 2019-20 para debutar en la Segunda División, firmando por una temporada con opción a otra. Llegó a España con el bagaje de haber disputado 100 encuentros en la Primera División de Ucrania (80 de liga regular y 20 de playouts) en los que sumó 19 tantos. Acabó con la carrera de Borja Lasso después de una terrible entrada donde le fracturó el peroné. 
En octubre de 2020 aterrizó en Polonia para jugar en el Podbeskidzie Bielsko-Biała.
Tras esas dos experiencias en el extranjero, regresó a Ucrania para jugar primero en el F. C. Mynai y después en el F. C. Kolos Kovalivka y el Vorskla Poltava.

## Selección nacional
Debutó en noviembre de 2017 con su selección, a las órdenes de Andriy Shevchenko, para disputar los últimos minutos en la victoria de los suyos por 2-1 ante Eslovaquia. En total, ha disputado 19 partidos como internacional con Ucrania, tanto en las categorías inferiores como con la absoluta.